# 1969 في بيرو
فيما يلي قوائم الأحداث التي وقعت خلال عام 1969 في بيرو.

## سياسة

### تعيين في المنصب
- 1 مارس – فرانسيسكو موراليس بيرموديز وزير الاقتصاد والمالية  [لغات أخرى]‏.

## مواليد

### فبراير
- 14 فبراير – أليخاندرو أرامبورو لاعب كرة مضرب بيروفي.

### يوليو
- 21 يوليو – إدوين أإيههار لاعب كرة قدم ياباني.

### أكتوبر
- 1 أكتوبر – خورخي أرافينا ممثل فنزويلي.

## وفيات

### نوفمبر
- 28 نوفمبر – خوسيه ماريا أرغيداس (مواليد 1911) كاتب بيروفي.

### ديسمبر
- 3 ديسمبر – إدواردو أستينغو (مواليد 1904) لاعب كرة قدم بيروفي.